# Mosta Football Club
El Mosta FC es un equipo de fútbol de Malta que milita en la Premier League de Malta, la liga de fútbol más importante del país. Fue el primer equipo en anotar un gol en la historia de la UEFA Europa Conference League, en julio de 2021. Dicho tanto fue anotado por el nigeriano Evo Christ Ememe.

## Historia
Fue fundado en el año 1935 en la ciudad de Mosta, y jugaron en la máxima categoría por primera vez en la temporada 1974/75, aunque la mayoría de sus apariciones en la misma han sido de una temporada, exceptuando en el pasado reciente, ya que juegan en la máxima categoría desde la temporada 2010/11. El club es más reconocido por su sección de fútbol femenino, el cual incluso ha sido campeón nacional y han estado en torneos de la UEFA.

## Palmarés
- Primera División de Malta: 1

1986/87
- Segunda División de Malta: 2

1984/85, 1992/93
- Tercera División de Malta: 1

1964/65

## Entrenadores
- Bobby Gyorev (??-2002)[5]
- Vince Carbonaro (2002-2003)[5][6]
- Joe Grech (2003)[6]
- Paul Zammit (2003-2005)
- Oliver Spiteri (??-2011)[7]
- Steve D'Amato (2011-2013)[7][8]
- Danilo Dončić (2013)[8]
- Enrico Piccioni (2013-2014)
- Peter Smith (??-2015)[9]
- Ivan Zammit (2015-)[9]
- Johann Scicluna (?-2018)[10]
- Enrico Piccioni (2018)[11][12]
- Johann Cilia (interino- 2018)[12]
- Mark Miller (2018-presente)[1]

## Participación en competiciones de la UEFA
| Temporada | Torneo                  | Ronda         | Club           | Casa | Visita | Global |
| --------- | ----------------------- | ------------- | -------------- | ---- | ------ | ------ |
| 2021-22   | Liga Europa Conferencia | Primera ronda | Spartak Trnava | 3–2  | 0–2    | 3–4    |